# Университет Торренс в Австралии
Университет Торренс в Австралии является частным австралийским международным университетом с кампусами в Сиднее, Мельбурне, Брисбене, Аделаиде, Голубых горах, Австралии, Окленде, Новой Зеландии и Сучжоу, Китай. Первый кампус был в здании Торренс в центре Аделаиды. По состоянию на 2022 год в университете обучается около 21 000 студентов.
Университет Торренс в Австралии вместе с Think Education и Школой Медиа Дизайна в Новой Зеландии образуют Torrens Global Education, который является частью Strategic Education, Inc.

## История
Заявка Laureate Education Asia на создание частного университета была одобрена правительством Южной Австралии в октябре 2011 г. После ввода в эксплуатацию, Университет Торренс стал 33-м университетом в Австралии и первым новым университетом за 20 лет.
Университет был утвержден кабинетом министров Южной Австралии после переговоров премьер-министра Майка Ранна в Австралии и председателем-лауреатом Дугласом Беккером и канцлером Майклом Манном в Канкуне, Мексика. Почетный канцлер-лауреат и бывший президент США Билл Клинтон публично поддержал австралийский проект.
Фред МакДугалл был президентом-основателем и вице-канцлером, до этого он работал заместителем вице-канцлера и вице-президентом в Университете Аделаиды.
Университет Торренс в Австралии был аккредитован Агентством качества и стандартов высшего образования в 2012 году. Предполагалось что он откроется в 2013 году, но работа началась в 2014 году. В сентябре 2019 года Университет Торренс был повторно аккредитован TEQSA на 5 лет, до сентября 2024 года.
В 2020 году Strategic Education, Inc. стал новым владельцем Университета Торренс. Это слияние создало глобальную сеть из более чем 100 000 учащихся по всему миру.

## Кампусы
В 2021 году, кампусы Университета Торренс расположены в пяти городах Австралии, одном в Новой Зеландии и одном в Китае. В нём обучается около 20 000 студентов.

### Аделаида
Первый кампус был открыт в Аделаиде в здании Торренс, внесенном в список наследия, на площади Виктории / Тарнданьангга в центральном деловом районе в 2013 году.
3 августа 2015 года университет открыл новый кампус прямо вдоль дороги на старой фабрике Menz Biscuits на улице Уэйкфилд, а в 2019 году кампус в здание Торренс был закрыт. Ещё один кампус открылся в Аделаиде на улице Палтени . Этот кампус центр Международной школы гостиничного менеджмента Blue Mountains в центре делового района Аделаиды и ориентирован исключительно на студентов, изучающих магистра международного гостиничного управления.

### Брисбен
В Брисбене есть два кампуса : кампус Фортитьюд-Вэлли, который примыкает к мосту Storey и является домом для ряда курсов по дизайу и творческим технологиям, здравоохранению, образованию, бизнесу и гостеприимства. Английский языковой центр Университета Торренс также находится в этом кампусе. Второй кампус на улице Гота предлагает курсы по здравоохранению.

### Мельбурн
Кампус в Мельбурне расположен на улице Флиндерс, и клиника, The Practice Wellbeing Center, расположена в Фицрое .

### Сидней и Голубые горы
В районе Сиднея есть три кампуса. Эти кампусы включают кампусы Ultimo и Surry Hills, а также кампус Голубые Горы на окраине Сиднея. Кампус Голубые Горы расположен в пригороде Леура, рядом с Катумбой. В кампусе находится смоделированный отель, где студенты изучают управление гостиницей в рамках своего практического развития. Студенты дизайна и технологий учатся в кампусе Ultimo, а остальные стуенты занимаются в здании Surry Hills, в нескольких минутах ходьбы от Центрального железнодорожного вокзала Сиднея. .

### Окленд, Новая Зеландия
Школа Медиа Дизайна в Окленде предлагает ряд курсов по дизайну и технологиям.

### Сучжоу, Китай
Этот кампус для студентов BMIHMS в Университете Торренс в Австралии работает как совместное предприятие с Сучжоуским институтом туризма и финансов. Кампус находится в непосредственной близости от Шанхая и предлагает курсы по ресторанному и отельному делую

## Организация и ученые

### Школы
- Колледж бизнеса и коммуникаций APM был основан более 25 лет назад[18] и предлагал образование в сфере бизнеса.
- Billy Blue College of Design[19] был создан дизайнерами для дизайнеров, предлагая курсы для начинающих профессионалов в области дизайна. Колледж начинался как журнал, а затем превратился в дизайнерское агентство. Затем он превратился в школу, а теперь, наконец, в университет.
- Бизнес-школа Чифли ва протяжении более двух десятилетий[20] предоставляла бизнес-образование в Австралии и за рубежом для тех, кто хотел продолжить карьеру в области инженерии и информационных технологий.
- Школа Медиа Дизайна была основана для подготовки кадров для цифровых и технологических компаний.
- Высшая школа Реал Мадрид (Universidad Europea) была открыта в 2006 году для обучения по всем дисциплинам, связанным со спортом.
- Международная школа гостиничного менеджмента Blue Mountains (или BMIHMS) — была открыта в 1991 году и специализируется на обучении отельному управлению. Эта школа была номер 1 в Океании по предмету Hospitality and Leisure Management в 2019 году согласно рейтингу QS World University[21] и номер 1 школой отельного управления в Австралии и Азиатско-Тихоокеанском регионе в 2020 году, согласно Kantar.[22]
- Английский языковой центр Университета Торренс (TULC)[23] предлагает программы английского языка в Австралии уже более 20 лет. Основанный в 1995 году, центр предлагает академические и общие курсы английского языка для студентов со всего мира.
- Колледж гостиничного менеджмента Уильяма Блю — частный колледж гостиничного бизнеса, предлагал курсы по управлению туризмом и гостиничным бизнесом.

### Научно-исследовательские институты и центры
- Центр исследований и оптимизации искусственного интеллекта (AIRO) занимается исследованиями в двух областях науки: искусственный интеллект и оптимизация.[24]
- Центр организационных изменений и гибкости (COCA) охватывает такие исследовательские темы, как бухгалтерский учёт, финансы, глобальное управление проектами, глобальное предложение и стоимость, лидерство, бизнес-системы, коммерческие услуги, туризм, стратегия, управление и организационное поведение.[25]
- Центр здорового будущего (CHEF) занимается профилактикой и лечением хронических заболеваний и улучшением самочувствия. Благодаря исследованиям факторов окружающей среды, образа жизни и экономических факторов, влияющих на здоровье и качество жизни, с акцентом на здоровье и благополучие на протяжении всей жизни, его исследования также способствуют лучшему пониманию систем здравоохранения .[26]
- Центр общественного здравоохранения, справедливости и человеческого процветания (PHEHF)[27] проводит трансдисциплинарные исследования для решения сложных и важных проблем общественного здравоохранения нашего времени.
- Центр здорового устойчивого развития (CHSD)[28] проводит междисциплинарные, междисциплинарные и трансдисциплинарные исследования для решения сложных и важных политических проблем нашего времени, которые соответствуют Целям устойчивого развития ООН.
- Отдел развития информации в области общественного здравоохранения (PHIDU) . С момента своего создания при финансовой поддержке правительства Австралии в 1999 г. PHIDU занимается предоставлением информации о широком спектре показателей здоровья на протяжении всей жизни. Расположенный в Университете Торренс в Австралии с ноября 2015 года, акцент по-прежнему делается на публикацию статистических данных о районах и областях. С 2008 года PHIDU предлагает исследователям бесплатный онлайн-доступ к целому ряду данных.[29]

## Рейтинги
- Топ-10 по качеству преподавания[30]
- Топ-10 по обучению[30]
- Международный онлайн-рейтинг MBA (журнал CEO) Tier One статус три года подряд
- Одна из самых инновационных компаний Австралии три года подряд (2020 и 2021) (AFR)
- BMIHMS в Сучжоу названа самой уважаемой школой гостиничного управления Китая в 2021 году[31]
- Признан журналом CEOWORLD Magazine одним из лучших университетов Австралии для изучения программы по инженерству в 2021 году.
- 2-е место по общему трудоустройству среди иностранных выпускников бакалавриата в Австралии[32]
- Занимает 4-е место по трудоутройству с полной занятостью среди иностранных выпускников бакалавриата.
- Аспиранты получают зарплату в пределах 20 % лучших в Австралии.[33]
- Школа Медиа Дизайна заняла 1-е место в Новой Зеландии и 2-е место в Австралазии, а Билли Блю занял 7-е место в международном рейтинге колледжей Animation Career Review за 2020 год.
- Школа Медиа Дизайна заняла первое место в творческой технической школе Южного полушария — The Rookies 2021[34]
- Входит в число 12 лучших анимационных школ мира — Обзор карьеры в анимации, 2021 г.[35]

## Награды
- Премия ASCILITE за инновации, 2022 г.[36] — виртуальная студия дизайна
- Профессор Сейедали Мирджалили был назван номер 1 исследователем искусственного интеллекта в мире журналом The Australian Research 2023[37]
- Премия Catalyst Award 2022 в категории «Преподавание и обучение» — студия виртуального дизайна[38]
- Линда Браун, генеральный директор и президент Университета Торренса | EY Предприниматель года™ Австралия 2021[39]

- CEO Magazine оценил MBA на высшем уровне 3 года подряд (2022 г.)[40]

## Известные люди

### Вице-канцлеры
- Элвин Лоу (2020 — настоящее время)[41]
- Джастин Бейлби (2015—2019[42])[43]
- Фред МакДугалл (2012—2015)[4]

### Канцлеры
- Джим Варгезе AM (2022 — настоящее время)[44]
- Майкл Манн AM (2012—2021)[45]

### Президент
- Линда Браун (2014 — настоящее время)[45]

## Известные выпускники

### Университет Торренс
- Голгол Мебрахту, профессиональный футболист[Alumni 1]
- Алекс Уилкинсон, профессиональный футболист[Alumni 2]
- Джонатон Джайлз, профессиональный футболист AFL[Alumni 3]
- Оскар Макинерни, профессиональный футболист AFL[Alumni 4]
- Пол Сидсман, профессиональный футболист AFL[Alumni 5]
- Даниэль Мензел, профессиональный футболист AFL[Alumni 6]
- Маккензи Арнольд, профессиональный футболист[Alumni 7]
- Кейтлин Форд, футболист Арсенала[Alumni 8]
- Рейли О’Брайен, профессиональный футболист AFL[Alumni 9]
- Лия Каслар, профессиональный футболист AFL[Alumni 10]

### Международная школа гостиничного менеджмента в Голубых горах (BMIHMS)
- Скотт Бойс, старший вице-президент по операциям Accor[46]
- Тиш Ньяр, операционный директор TFE Hotels[47]
- Джек Видагдо, генеральный директор Six Senses Qing Cheng Mountain[48]

## Рекомендации
1. ↑  Torrens University Australia. Архивировано из оригинала 14 декабря 2012 года.
2. ↑  Torrens University Australia (амер. англ.). AMEC 英美澳國際有限公司. Дата обращения: 25 января 2022. Архивировано 25 января 2022 года.
3. ↑  2014 - 1:06pm; readJuly 24, Education Reporter Tim Williams2 min. Clinton in Adelaide — the world according to Bill (англ.). adelaidenow (24 июля 2014). Дата обращения: 25 января 2022. Архивировано 25 января 2022 года.
4. 1 2  Fred McDougall (англ.). The Conversation. Дата обращения: 25 января 2022. Архивировано 25 января 2022 года.
5. ↑  Torrens University Australia, Think Education & Media Design School Boards announce new owner (амер. англ.). www.strategiceducation.com. Дата обращения: 14 февраля 2023. Архивировано 31 августа 2021 года.
6. ↑  Martin, Sarah (19 октября 2011). Torrens University to open in Adelaide in 2013. The Advertiser. Adelaide. Архивировано 8 апреля 2016. Дата обращения: 16 ноября 2019.
7. ↑  Torrens University to open in adelaide in 2013. The Advertiser.
8. ↑  University launches new Adelaide campus. Torrens University (3 августа 2015). Дата обращения: 16 ноября 2019. Архивировано 22 августа 2022 года.
9. 1 2 3  Campuses. Torrens University. Дата обращения: 16 ноября 2019. Архивировано 22 августа 2022 года.
10. ↑  About Torrens University Australia - Brisbane. Chief Entrepreneur. Дата обращения: 10 октября 2018. Архивировано 10 октября 2018 года.
11. ↑  Torrens University Australia. SATAC. Дата обращения: 10 октября 2018. Архивировано 10 октября 2018 года.
12. 1 2  Blue Mountains International Hotel Management School. VTAC. Дата обращения: 10 октября 2018. Архивировано 17 июня 2017 года.
13. ↑  Blue Mountains International Hotel Management School at Torrens University. AAHS. Дата обращения: 10 октября 2018. Архивировано 10 октября 2018 года.
14. ↑  Surry Hills Sydney (англ.). www.torrens.edu.au. Дата обращения: 4 июля 2022. Архивировано 4 июля 2022 года.
15. ↑  10 Madden (англ.). Warren & Mahoney. Дата обращения: 1 сентября 2021. Архивировано 1 сентября 2021 года.
16. ↑  Suzhou China (англ.). www.torrens.edu.au. Дата обращения: 31 августа 2021. Архивировано 31 августа 2021 года.
17. ↑  Suzhou Tourism & Finance Institute. www.stfi.cn. Дата обращения: 14 февраля 2023. Архивировано 14 февраля 2023 года.
18. ↑  APM College of Business Communications. Edarabia. Дата обращения: 10 октября 2018. Архивировано 25 июня 2013 года.
19. ↑  Billy Blue College of Design. MySkills. Дата обращения: 10 октября 2018. Архивировано 10 октября 2018 года.
20. ↑  Chifley Business School at Torrens University Australia. MySkills. Дата обращения: 10 октября 2018. Архивировано 10 октября 2018 года.
21. ↑  QS World University Rankings for Hospitality & Leisure Management 2019 | Top Universities. www.qschina.cn. Дата обращения: 1 сентября 2021. Архивировано 1 сентября 2021 года.
22. ↑  Blue Mountains International Hotel Management School Ranking, Programs, Admission Process, Cost of Attendance & Scholarships (англ.). collegedunia.com (27 июля 2021). Дата обращения: 1 сентября 2021. Архивировано 1 сентября 2021 года.
23. ↑  The University of Adelaide’s English Language Centre. Study Adelaide. Дата обращения: 10 октября 2018. Архивировано 10 октября 2018 года.
24. ↑  Centre for Artificial Intelligence Research & Optimisation (AIRO) (англ.). www.torrens.edu.au. Дата обращения: 20 октября 2022. Архивировано 20 октября 2022 года.
25. ↑  Centre for Organisational Change and Agility (COCA) (англ.). www.torrens.edu.au. Дата обращения: 20 октября 2022. Архивировано 20 октября 2022 года.
26. ↑  Centre for Health Futures (CHEF) (англ.). www.torrens.edu.au. Дата обращения: 20 октября 2022. Архивировано 20 октября 2022 года.
27. ↑  Centre for Public Health, Equity and Human Flourishing (PHEHF) (англ.). www.torrens.edu.au. Дата обращения: 4 апреля 2023. Архивировано 4 апреля 2023 года.
28. ↑  Centre for Healthy Sustainable Development (CHSD) (англ.). www.torrens.edu.au. Дата обращения: 4 апреля 2023. Архивировано 4 апреля 2023 года.
29. ↑  Public Health Information Development Unit (PHIDU) (англ.). www.torrens.edu.au. Дата обращения: 20 октября 2022. Архивировано 20 октября 2022 года.
30. 1 2  Student Experience Survey (англ.). QILT. Дата обращения: 14 февраля 2023. Архивировано 12 февраля 2023 года.
31. ↑  BMIHMS Suzhou recognized as top hotel management school in China (англ.). www.torrens.edu.au. Дата обращения: 14 февраля 2023. Архивировано 14 февраля 2023 года.
32. ↑  Graduate Outcomes Survey (англ.). QILT. Дата обращения: 14 февраля 2023. Архивировано 13 февраля 2023 года.
33. ↑  Torrens University Australia Postgraduate Rankings (англ.). www.gooduniversitiesguide.com.au. Дата обращения: 14 февраля 2023. Архивировано 13 марта 2023 года.
34. ↑  Design School Auckland | Media Design School (англ.). www.mediadesignschool.com. Дата обращения: 14 февраля 2023. Архивировано 14 февраля 2023 года.
35. ↑  Top 10 Animation Schools in Australia & New Zealand - 2021 College Rankings (англ.). Animation Career Review (26 апреля 2021). Дата обращения: 14 февраля 2023. Архивировано 14 февраля 2023 года.
36. ↑  Torrens University's virtual fashion studio wins 3rd award in 2022 (англ.). www.torrens.edu.au. Дата обращения: 14 февраля 2023. Архивировано 14 февраля 2023 года.
37. ↑  Torrens University researcher recognised as the world’s best AI expert (англ.). www.torrens.edu.au. Дата обращения: 14 февраля 2023. Архивировано 14 февраля 2023 года.
38. ↑  Torrens University wins International award for virtual fashion studio (англ.). www.torrens.edu.au. Дата обращения: 14 февраля 2023. Архивировано 14 февраля 2023 года.
39. ↑  Torrens University CEO Linda Brown is the EY Entrepreneur of the Year™ Australia 2021 (англ.). www.torrens.edu.au. Дата обращения: 14 февраля 2023. Архивировано 14 февраля 2023 года.
40. ↑  Global MBA Rankings Archives (англ.). CEO Magazine. Дата обращения: 14 февраля 2023. Архивировано 14 февраля 2023 года.
41. ↑  Alwyn Louw (англ.). The Conversation. Дата обращения: 1 сентября 2021. Архивировано 1 сентября 2021 года.
42. ↑  Torrens University Australia Appoints New Vice Chancellor, Professor Justin Beilby. Glam Adelaide. Дата обращения: 10 октября 2018. Архивировано 5 декабря 2020 года.
43. ↑  Justin Beilby (англ.). Torrens University Australia. Дата обращения: 1 сентября 2021. Архивировано 1 сентября 2021 года.
44. ↑  Torrens University Australia announces Jim Varghese AM as second Chancellor. Torrens University (30 ноября 2021). Дата обращения: 30 ноября 2021. Архивировано 2 декабря 2021 года.
45. 1 2  Governing board. Torrens University (18 июня 2020). Дата обращения: 16 октября 2021. Архивировано 16 октября 2021 года.
46. ↑  Scott Boyes has been appointed Senior Vice President Hotel Operations at Accor, Pacific North (амер. англ.). Hospitality Net. Дата обращения: 14 февраля 2023. Архивировано 14 февраля 2023 года.
47. ↑  Lennon, Matt. Hotelier Profile: TFE Hotels' Tish Nyar (амер. англ.). Hotel Management (28 августа 2020). Дата обращения: 14 февраля 2023. Архивировано 14 февраля 2023 года.
48. ↑  Jack Widagdo has been appointed General Manager at Alila Solo (амер. англ.). Hospitality Net. Дата обращения: 14 февраля 2023. Архивировано 14 февраля 2023 года.

1. ↑  Golgol MEBRAHTU | Torrens University Australia, Adelaide | Department of Business Administration | Research profile. Дата обращения: 2 мая 2023. Архивировано 25 апреля 2023 года.
2. ↑  PFA members advance off field learning through Torrens University scholarships and education grants — Professional Footballers Australia. Дата обращения: 2 мая 2023. Архивировано 25 апреля 2023 года.
3. ↑  https://www.linkedin.com/in/jonathan-giles-932766ba/?originalSubdomain=au
4. ↑  Oscar McInerney - Brisbane Lions | LinkedIn
5. ↑  https://collegedunia.com/comparison/2388-torrens-university-australia-vs-2382-kaplan-business-school
6. ↑  https://www.linkedin.com/in/daniel-menzel-966286147/?originalSubdomain=au
7. ↑  Matildas’ Caitlin Foord & Mackenzie Arnold on studying Nutrition | Torrens University. Дата обращения: 2 мая 2023. Архивировано 25 апреля 2023 года.
8. ↑  Matildas’ Caitlin Foord & Mackenzie Arnold on studying Nutrition | Torrens University. Дата обращения: 2 мая 2023. Архивировано 25 апреля 2023 года.
9. ↑  AFL Star Reilly O’Brien Discusses His Career, Study and Hopes for the Future. Дата обращения: 2 мая 2023. Архивировано 25 апреля 2023 года.
10. ↑  Triple threat. Equally passionate about the environment, footy and education. Дата обращения: 2 мая 2023. Архивировано 24 апреля 2023 года.